# Wayne Frye
Wayne Thomas Frye (* 30. November 1930 in Trinity, Kentucky; † 26. Februar 2014 in Lexington, Kentucky) war ein amerikanischer Ruderer.
Wayne Frye war Kadett an der United States Naval Academy in Annapolis und Mitglied des Achters der Akademie. Dieser Achter wurde für die Olympischen Spiele 1952 nominiert. In Helsinki gelangte der US-Achter ungeschlagen ins Finale, dort siegte er mit über fünf Sekunden Vorsprung vor dem sowjetischen und dem australischen Boot. Es war seit 1920 der siebte Olympiasieg in Folge für die amerikanischen Achter. Nach seinem Studium ruderte er als Mitglied des Potomac Rowing Club bei nationalen Meisterschaften, wo er sowohl im Einer als auch im Doppelvierer erfolgreich war. 
Neben seiner Offizierskarriere in der US Air Force erwarb er einen Master-Titel am MIT. Während des Vietnamkriegs flog Frye 266 Kampfeinsätze. Die Vereinigten Staaten zeichneten ihn zweimal mit dem Silver Star, fünfmal mit dem Distinguished Flying Cross, fünfzehnmal mit der Air Medal und einmal mit dem Purple Heart aus.
Nach 22 Jahren in der Air Force schied Frye als Oberst aus den Streitkräften aus und wechselte in die zivile Luftfahrt, später lehrte er am Maysville Community College.  